# Johan Leijonhufvud
Johan Leijonhufvud (* 1971 in Göteborg) ist ein schwedischer Jazzmusiker (Gitarre, Komposition).

## Leben und Wirken
Leijonhufvud, der in Växjö in einem musikalischen Haushalt aufwuchs und dessen Vater Gitarre spielte, begann im Alter von neun Jahren Klavier und im Alter von elf Jahren Gitarre zu spielen. Ab 1988 studierte er zwei Jahre in Skåne an der Skurups Folkhögskola. 1990 ließ er sich in Malmö nieder, wo er 1991 sein erstes Trio gründete. Sein Debütalbum veröffentlichte er 1993; ihm folgten bisher sechs weitere Alben. Im Jahr 2000 zog er nach Berlin, wo er heute lebt.
Leijonhufvud gehörte zum Trio und Quartett von Till Brönner. Außerdem arbeitete er mit Benny Bailey, Svante Thuresson, Anders Bergcrantz, Esbjörn Svensson, Nils Landgren, Wolfgang Haffner, Victoria Tolstoy, Claes Jansson, David Haynes, Kjell Öhman, Bernt Rosengren und Max Schultz und spielte auf dem Montreux Jazz Festival, dem North Sea Jazz Festival, dem Nice Jazz Festival und dem Copenhagen Jazz Festival. Er ist auch auf Alben von Sofia Pettersson, Ola Åkerman, Till Brönner, Mark Murphy, Fredrik Carlquist, Christoph Titz und Marwie zu hören.

## Diskographische Hinweise
- Johan Leijonhufvud Trio: Speaks the Local Bebop (Sittel Records 1993, mit Mattias Hjorth, Kristofer Johansson)
- Johan Leijonhufvud Quartet: Happy Farm (Sittel Records 1996, mit Jacob Karlzon, Mattias Hjorth, Kristofer Johansson)
- Johan Leijonhufvud Trio: Eurolines (Sittel Records 2001, mit Christian Spering, Peter Nilsson)
- Johan Leijonhufvud Trio: Strange Man (Love Street Records 2006)[3]
- Mighty Mezz, Vol 1 (Blackbird Music 2014, solo)
- Johan Leijonhufvud Trio: Harlem Nocturne (Heartcore Records 2021, mit Johnny Åman, Niclas Campagnol)
- Johan Leijonhufvud Trio: Nifty Fifty (Heartcore Records 2023, mit Johnny Åman, Niclas Campagnol)